# Bartosz Brożek
Bartosz Paweł Brożek (ur. 17 czerwca 1977) – polski prawnik, filozof i kognitywista, profesor nauk prawnych, od 2024 r. prorektor Uniwersytetu Jagiellońskiego ds. rozwoju, pracownik Katedry Filozofii Prawa i Etyki Prawniczej na Wydziale Prawa i Administracji Uniwersytetu Jagiellońskiego, prodziekan tego Wydziału ds. współpracy międzynarodowej w kadencji 2016–2020. Dyrektor Centrum Kopernika Badań Interdyscyplinarnych (od 2018).
Autor licznych publikacji z zakresu filozofii prawa, nauk kognitywnych, filozofii nauki, logiki i pokrewnych dziedzin, w tym ponad 20 książek, m.in. The Legal Mind, wydanej przez Cambridge University Press.

## Edukacja i kariera naukowa
W 2001 ukończył studia prawnicze na Uniwersytecie Jagiellońskim oraz filozoficzne na Papieskiej Akademii Teologicznej (obecnie Uniwersytet Papieski w Krakowie). W 2003 uzyskał stopień naukowy doktora nauk prawnych na podstawie rozprawy pt. „Defeasibility of Legal Reasoning” (specjalizacja z teorii i filozofii prawa) na Wydziale Prawa i Administracji UJ, zaś w 2007 doktora filozofii („Teoria podwójnej prawdy. Analiza logiczna”) na Uniwersytecie Papieskim. W 2008 uzyskał stopień doktora habilitowanego nauk prawnych, a w 2011 został profesorem nadzwyczajnym UJ. 25 czerwca 2013 otrzymał tytuł naukowy profesora jako jeden z najmłodszych naukowców w Polsce. Od 2008 pracuje też w Centrum Kopernika Badań Interdyscyplinarnych, gdzie pełni lub pełnił funkcje dyrektora Centrum, dyrektora Copernicus College oraz członka Rady Programowej Copernicus Festival. 
Laureat wielu nagród przyznawanych za osiągnięcia naukowe, m.in. Nagrody I stopnia Ministra Nauki i Szkolnictwa Wyższego za wybitne osiągnięcie naukowe (wraz z Jerzym Stelmachem, 2007), Stypendium Ministra Nauki i Szkolnictwa Wyższego dla Wybitnych Młodych Naukowców (2008), programu MISTRZ Fundacji na Rzecz Nauki Polskiej (2015), Nagrody Narodowego Centrum Nauki (2018). Kierownik i wykonawca grantów badawczych finansowanych m.in. przez Narodowe Centrum Nauki, Fundację Templetona i Ministerstwo Nauki. Jeden z najczęściej cytowanych polskich filozofów.

## Wybrane publikacje książkowe
- Metody prawnicze (współautor Jerzy Stelmach), Zakamycze, Kraków 2004.
- Defeasibility of Legal Reasoning, Zakamycze, Kraków 2004.
- Methods of Legal Reasoning (współautor: Jerzy Stelmach), Springer Verlag, New York 2006.
- Metody prawnicze (współautor: Jerzy Stelmach), wyd. 2, Wolters Kluwer Polska, Kraków 2006.
- Dziesięć wykładów o ekonomii prawa (współautorzy: J. Stelmach, W. Załuski), Wolters Kluwer Polska, Warszawa 2007.
- Rationality and Discourse. Towards a Normative Model of Applying Law, Wolters Kluwer Polska, Warszawa 2007.
- Paradoksy bioetyki prawniczej (współautorzy: J. Stelmach, M. Soniewicka, W. Załuski), Wolters Kluwer Polska, Warszawa 2010.
- Sztuka negocjacji prawniczych (współautor: Jerzy Stelmach), Wolters Kluwer Polska, Warszawa 2010.
- The Double Truth Controversy. An Analytical Essay, Copernicus Center Press, Kraków 2010.
- Normatywność prawa, Wolters Kluwer Polska, Warszawa 2012.
- Rule-Following. From Imitation to the Normative Mind, Copernicus Center Press, Kraków 2012.
- The Art of Legal Negotiations (współautor: Jerzy Stelmach), Wolters Kluwer Polska, Warszawa 2012.
- Umysł matematyczny (współautor: Mateusz Hohol), Copernicus Center Press, Kraków 2014.
- Myślenie: Podręcznik użytkownika, Copernicus Center Press, Kraków 2016[11].
- Granice interpretacji, Copernicus Center Press, Kraków 2014, 2015, 2018[12].
- Umysł prawniczy, Copernicus Center Press, Kraków 2018.
- The Legal Mind. A New Introduction to Legal Epistemology, Cambridge University Press, Cambridge 2020[13].
- Szkice z filozofii głupoty (współautorzy: Michał Heller i J. Stelmach), Copernicus Center Press, 2021, ISBN 978-83-7886535-3.